# 奧列克西伊夫卡 (戈夏區)
50°33′26″N 26°25′32″E / 50.55722°N 26.42556°E
奧列克西伊夫卡（烏克蘭語：Олексіївка），是烏克蘭西北部的村莊，隸屬里夫內州的里夫內區。該村始建於1893年，面積0.37平方公里，海拔高度236米，2001年人口74，人口密度每平方公里198.9人。